# رومبای کوبایی
رومبا یکی از سبک‌های آزاد موسیقی کوبا که شامل رقص و موسیقی کوبه‌ای و ترانه است. خاستگاه آن مناطق شمالی کوبا مخصوصاً هاوانا و ماتانزاس در اواخر قرن ۱۹ میلادی است. رومبا بر پایهٔ موسیقی و رقص سنتی آفریقایی از قبیل آباکوآ و یوکا بنا شده‌است. براساس گفته‌های آرجلیرز لئون رومبا ترکیبی از سبک‌های موسیقی کوباست. واژه Rumba Complex از همین اظهارنظر وارد مباحث موسیقی‌شناسی شده‌است. این مجموعه شامل سه فرم سنتی رومبا (یامبو، گوآنکو و کلمبیا) به همراه مشتقات آن‌هاست.
رومبا که شاخص‌ترین فرم موسیقی و رقص در کوباست، در قدیم توسط کارگران فقیر آفریقایی در خیابان‌ها و حیاطها اجرا می‌شده‌است. بداهه‌خوانی، رقص دقیق و درام پلی‌ریتمیک (ریتم‌های همزمان) اجزای اصلی رومبا هستند. کاخونها تا قبل از اوائل قرن بیستم و جایگزینی با کُنگا به عنوان درام استفاده می‌شدند. گروه‌های کوبایی مانند Los Papines، Los Muñequitos de Matanzas، Clave y Guaguancó، AfroCuba de Matanzas و Yoruba Andabo از نمونه‌های موفق ابتدایی این سبک هستند.
امروزه این سبک به کشور کوبا محدود شده ولی پیشینهٔ آن به خوبی از این جزیره خارج شده‌است. در ایالات متحده آمریکا سبک بالروم رومبا یا Rhumba، در آفریقا سوکوس یا اصطلاحاً کُنگولِس رومبا (با اینکه بر پایه سبک سُن کوبانو است) و در اسپانیا فلامنکو رومبا و مشتقاتش نظیر کاتالان رومبا، زیرشاخه‌های رومبای کوبایی هستند.

## ریشه‌شناسی
ریشه کلمه رومبا ناشناخته است ولی بر اساس برخی منابع، این کلمه Rumbo به معنی نعره بلند مشتق شده که ریشهٔ خود آن کلمه Rombo است که علامتی در قطب‌نماست. اگرچه در کوبا این کلمه ممکن است بخاطر شباهت به کلمات آفریقایی مرتبط با موسیقی مانند تومبا، ماکومبا، مامبو و تامبو ریشه‌ای از آفریقای غربی داشته باشد. همچنین واژه رومبا طی زمان مترادف با واژه جشن (پارتی) و نوعی رقص کوبایی شده‌است.

## مشخصات

### سازها و تجهیزات
تجهیزات رومبا در طی زمان وابسته به امکانات موجود و سبک‌های گوناگون بوده‌است. تجهیزات اصلی شامل کِلاوی (دو قطعه چوب که به هم زده می‌شوند)، کُنگا شامل کوئینتو (درام اصلی)، تِرِس دوس (درام متوسط)، تومبا و سالیدور (دارم‌های زیر) است و سایر تجهیزات رایج نظیر کَتا یا گوآگوآ (استوانه‌ای چوبی)، پالیتُس (چوب‌هایی که به کَتا زده می‌شوند)، شیکرها از قبیل چِکِری و ماراکاس، اسکرپر مانند گوئیرو، بلز و کاخون است.
در دهه چهل میلادی این سبک تحت تأثیر سبک سُن کوبانو قرار گرفت و موجب افزوده شدن سازهای جدیدی نظیر تِرِس (نوعی گیتار کوبایی)، کنترباس، ترومپت و پیانو به آن و حذف ایدئوفون از رومبای کوبایی شد. همزمان گروهی با اضافه کردن ساز کوبه‌ای بَتا، سبک بَتا-رومبا را ایجاد کردند و اخیراً اجراهای آکاپلا رومبا انجام گرفته‌است.

### ریتم
اگرچه رومبا اغلب به صورت دوضربی ({\displaystyle {\tfrac {2}{4}}}، {\displaystyle {\tfrac {4}{4}}}) اجرا می‌شود ولی نمونه‌های سه‌ضربی ({\displaystyle {\tfrac {3}{4}}}، {\displaystyle {\tfrac {9}{8}}}) نیز موجود است. در بیشتر سبک‌های رومبا مانند یامبو یا گوآنکو ریتم‌های دوضربی، اصلی و ریتم‌های سه‌ضربی، فرعی هستند. در مقابل، در سبک محلی کلمبیا، ریتم‌های سه‌ضربی، اصلی و ریتم‌های دوضربی، فرعی هستند. که این به علت دوضربی کردنِ ریتم‌های سه‌ضربی آفریقایی ایجاد شده‌است. در این سبک کلِاوی و کوئینتو صرفاً وظیفه حفظ ریتم را دارند و سایر سازها به صورت جزئی با پشتیبانی درام اصلی (کوئینتو) اجرا می‌شوند.

## تاریخچه
در ابتدا لازم به ذکر است که تاریخچه رومبا مملو از ناشناخته ها، تناقضات، حدس ها و افسانه های بسیاری است که به مرور زمان به عنوان واقعیت در نظر گرفته شده است، که احتمالاً بازسازی هر تاریخ قطعی این ژانر غیرممکن است. حتی بزرگانی که در مقاطع تاریخی در توسعه رومبا حضور داشتند، اغلب در مورد جزئیات مهم تاریخچه آن اختلاف نظر دارند.
آفریقایی های برده شده برای اولین بار در قرن شانزدهم توسط مهاجران اولیه اسپانیایی به کوبا آورده شدند. با توجه به اهمیت شکر به عنوان یک صادرات در اواخر قرن 18 و اوایل قرن 19، حتی تعداد بیشتری از مردم آفریقا به بردگی گرفته شدند، به کوبا آورده شدند و مجبور به کار در مزارع شکر شدند. جایی که جمعیت زیادی از آفریقایی های برده شده زندگی می کردند، مذهب آفریقایی، رقص و طبل زدن به طور مخفیانه در طول نسل ها حفظ شد. حفظ فرهنگی در میان بانتو، یوروبا، فون (آرارا) و افیک (آباکوآ) بیشترین تأثیر را در غرب کوبا، جایی که رومبا در آنجا متولد شد، داشت. تعامل مداوم آفریقایی ها و اروپایی ها در این جزیره چیزی را به وجود آورد که امروزه به عنوان فرهنگ آفریقایی-کوبایی شناخته می شود. این فرآیندی است که به عنوان فرافرهنگی شناخته می‌شود ، ایده‌ای که فرناندو اورتیز محقق کوبایی آن را در مطالعات فرهنگی مانند کنترپوینت کوبایی: تنباکو و شکر مطرح کرد . فرافرهنگی کوبا، فرهنگ اسپانیایی را با فرهنگ‌های آفریقایی در هم می‌آمیزد، مانند ادغام یکپارچه در رومبا. اورتیز فرافرهنگی را یک نیروی اجتماعی مثبت می‌دانست: «تقدیم به نیاز به درک متقابل بر مبنایی عینی از حقیقت برای حرکت به سوی دستیابی به یکپارچگی قطعی ملت

## سبک‌ها
رومبا به سه زیرشاخهٔ اصلی تقسیم می‌شود: یامبو، گوآنکو و کلمبیا. سبک‌های یامبو و گوآنکو در محله‌های فقیرنشین هاوانا و ماتانزاس توسط آفریقایی تبارهای ایجاد شده که شامل رقص مردان و زنان است. و در مقابل، سبک کلمبیا متعلق به مرکز کوبا و اختصاصاً رقص تک‌نفره مردان است که ریشه در غرب آفریقا و موسیقی سه‌ضربی آنجا دارد. در قرن بیستم، این سه سبک، پایهٔ سبک‌های جدیدتری شده‌اند.

### یامبو
یامبو قدیمی‌ترین زیرشاخه رومبا و متعلق عصر استعمار قاره آمریکاست. این سبک آرامترین سبک رومباست و رقص آن از حرکاتی شبیه تظاهر به مستی و سستی تشکیل شده‌است که می‌تواند توسط مردان (تک‌نفره) و مردان و زنان (دونفره) انجام شود. در ماتانزاس، کوئینتوی پایه به صورت زیر و بم است. در نمونهٔ زیر میزان اول بم-زیر-بم است و میزان دوم زیر-بم-زیر:

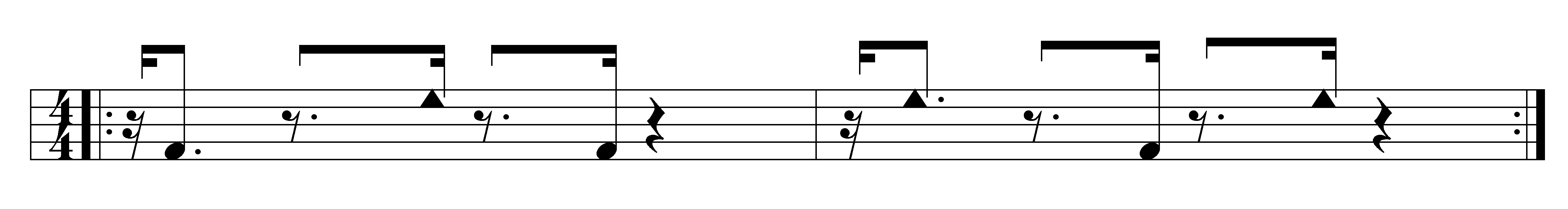
Basic Matanzas-style quinto part for yambú and guaguancó.

### گوآنکو
گوآنکو پرطرفدارترین و نزدیک‌ترین سبک به رومباست و بسیار شبیه به یامبو و در واقع برگرفته از آن است ولی سرعت بالاتری دارد.

### کلمبیا
کلمبیا رومبای سریع و پرانرژی در پایه سه‌ضربی است که اغلب با الگوی بِل همراه است. ریشه کلمبیا مربوط به مناطقی است که کارگران آفریقایی تبار در آنجا بوده‌اند. رقص این سبک برخلاف سبک‌های قبلی توسط مردان به صورت تک‌نفره اجرا می‌شود.
این سبک از الگوهای درام و موسیقی سنتی مذهبی آباکوآ ریشه گرفته‌است. الگوی درام زیرترین کُنگا در کلمبیا به آباکوآ شباهت دارد و درام اصلی آباکوآ مشابه و در برخی نمونه‌ها با کوئینتوی کلمبیا یکسان است.

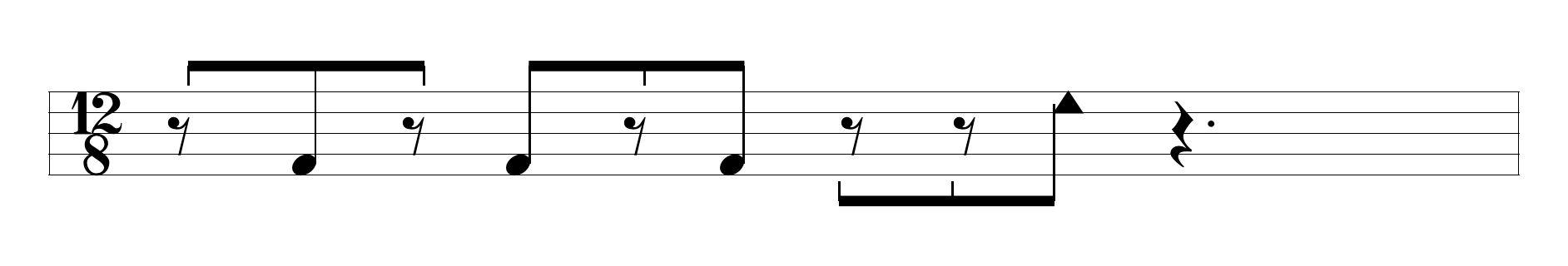
Abakuá bonkó phrase which is also played by the quinto in Columbia.

در ماتانزاس، ملودی بخش کوئینتوی اصلی با کلاوی متناوب اجرا می‌شود. در نمونهٔ زیر میزان اول بم-زیر-بم و میزان دوم زیر-بم-زیر است:

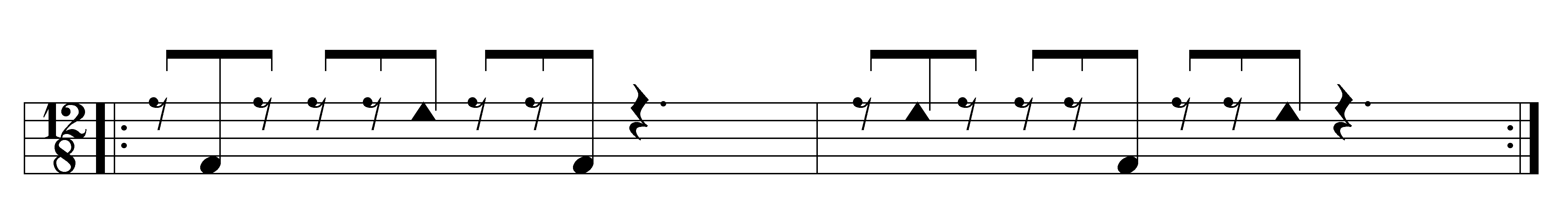
Basic Matanzas-style columbia quinto part.

ریتم‌های گوآگوآ در سبک کلمبیا با ضربه‌های دو چوب روی گوآگوآ یا کناره‌های کُنگا، همان الگوی آباکوآست که یک دست ریتم سه‌ضربی را می‌نوازد و دست دیگر چهارضربی اصلی را.

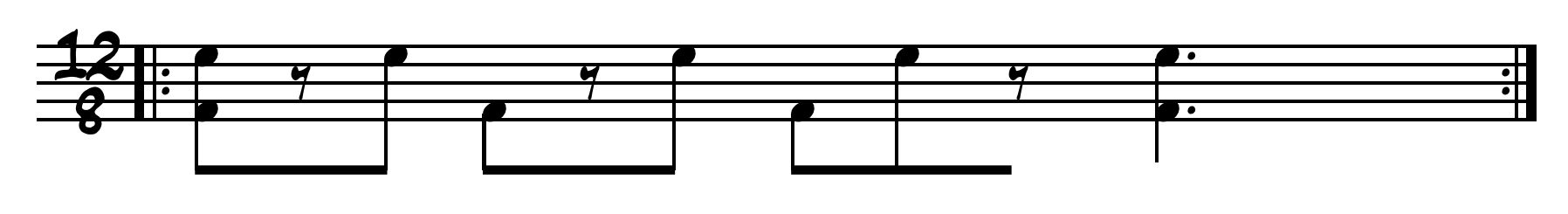
Abakuá erikundi and Columbia guagua pattern.

ملودی‌های اصلی درام‌های سولیدور و سِگوندوی سبک هاوانایی کلمبیا از شش ضرب هم‌گذر تشکیل شده‌است. ترکیب بم‌های این درام‌ها ملودی اصلی را ایجاد می‌کنند. هر ضرب هم‌گذر تکرار می‌شود و با بخش بعدی هم‌نوا می‌گردد.

Havana-style Columbia salidor and segundo composite melody

عبارت‌های کوئینتوی کلمبیا دقیقاً با گام‌های رقص آن هماهنگ است. ضربات کوئینتو و گام‌های رقصنده در بیشتر مواقع یکسان و در سایر مواقع هماهنگ هستند. نوازنده کوئینتو باید توانایی تغییر عبارت را بر اساس گام‌های رقصنده داشته باشد. به این ترتیب، عبارات کوئینتو همگی از شیوه و حرکات رقصنده ایجاد و ترکیب می‌شوند.
1. ↑  لئون، آرجلیرز. «Del canto y el tiempo. Havana, Cuba: Editorial Pueblo y Educación».
2. ↑  Daniel, Yvonne. «رومبا : تغییر و رقص اجتماعی در کوبا».
3. ↑  Corominas, Joan; Pascual, José A. (1983). "Rumbo". Diccionario crítico etimológico castellano e hispánico: Ri-X (به اسپانیایی). Madrid, Spain: Gredos. p. 97. ISBN 978-84-249-1362-5.
4. ↑  پنیالوسا (2011)، ص. 184.
5. ↑  اورتیز، فرناندو (1993). "For a Cuban Integration of Whites and Blacks." AfroCuba. Ed. Pedro Perez Sarduy & Jean Stubbs. New York, NY: Ocean Press. p. 31.